# هيروكازو كانازاوا
هيروكازو كانازاوا (باليابانية: 金澤弘和؛ بالكانا: かなざわ ひろかず) هو لاعب كاراتيه وكاتب ياباني، ولد في 3 مايو 1931 في إيواته في اليابان.

## وصلات خارجية
- الموقع الرسمي